# Anna Plischke (Gartenarchitektin)
Anna Plischke (geboren am 20. Juli 1895 als Anna Schwitzer in Wien; gestorben am 8. April 1983 in Wien) war eine österreichisch-neuseeländische Gartenarchitektin, bekannt für ihr Konzept der Wohngärten.

## Leben und Wirken
Geboren als Anna Schwitzer war sie das älteste von drei Kindern einer liberalen jüdischen Bürgerfamilie. Nachdem sie das Lyzeum abgeschlossen hatte, besuchte sie von 1913 bis 1914 an der Kunstgewerbeschule in Wien die Textilklasse von Rosalia Rothansl. Anschließend absolvierte Anna Schwitzer in den Gärten der Familie Rothschild in Wien-Heiligenstadt eine gärtnerische Ausbildung. Hier lernte sie Konzept und Gestaltung englischer Landschaftsgärten kennen.
In den 1910er-Jahren heiratete sie Robert Lang, einen Chemiker und Metallwarenfabrikant. Aus dieser Ehe stammen zwei Söhne, geboren 1919 und 1922.
Im Jahr 1927 lernte Anna Lang während des Umbaus ihres Hauses den Architekten Ernst Plischke, einen Mitarbeiter des Architekten Josef Frank, kennen. Anfangs waren Plischke und sie nur beruflich verbunden. Sie gestaltete die Gärten und Außenbereiche zu den von Plischke entworfenen Häusern und Gebäuden. Hierbei entwickelte sie das Konzept der Wohngärten als Erweiterung des Wohnraumes in die Natur.

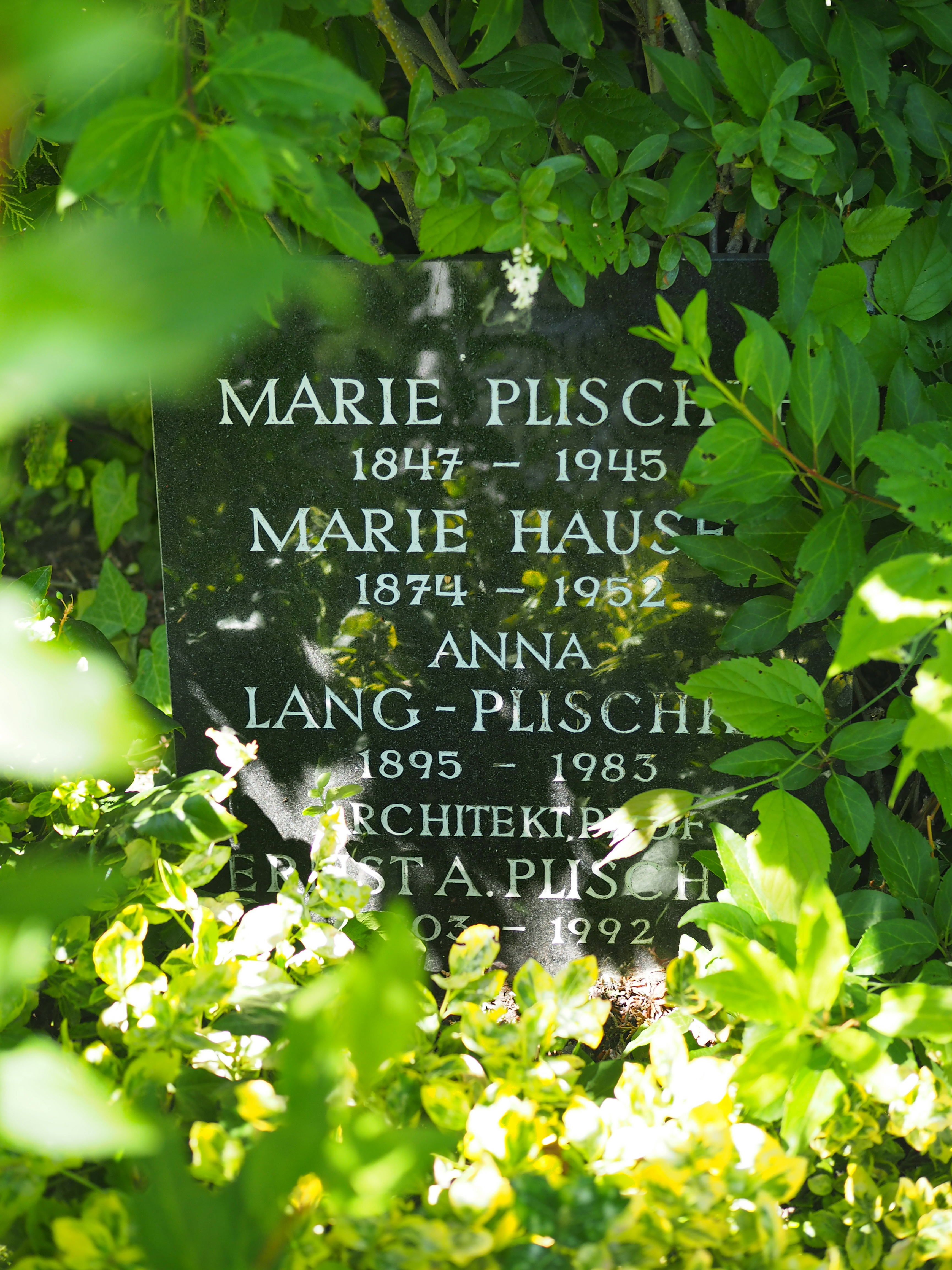
Grabstätte von Anna und Ernst Plischke am Friedhof Gersthof

Nachdem ihre Ehe mit Robert Lang geschieden worden war, heiratete sie 1935 Ernst Plischke. Nach dem Anschluss Österreichs an das Deutsche Reich emigrierte die Familie 1939 über Großbritannien nach Neuseeland und ließ sich in Wellington nieder. Hier baute Anna Plischke anfangs Obst und Gemüse an, züchtete Stauden und Sträucher und verdiente ihren Unterhalt mit gärtnerischen Arbeiten.
Ab 1948 wurde Anna Plischke in Neuseeland immer öfter mit der Gestaltung von Gärten beauftragt, sodass sie beruflich gut etabliert war, was ihrem Ehemann nur schwer gelang. Als Ernst Plischke die Leitung der Meisterklasse für Architektur an der Akademie der bildenden Künste in Wien angeboten wurde, kehrte die Familie 1962 nach Europa zurück. Auch hier war sie wieder als Gartenarchitektin tätig. Ihren letzten Auftrag, die Gestaltung eines Gartens in Graz, übernahm sie 1971.
Seit 1946 hatte Anna Plischke die britische Staatsbürgerschaft. Sie starb am 8. April 1983 in Wien und wurde am Gersthofer Friedhof bestattet (Gruppe 2, Reihe 7, Nr. 67).

## Gestaltung

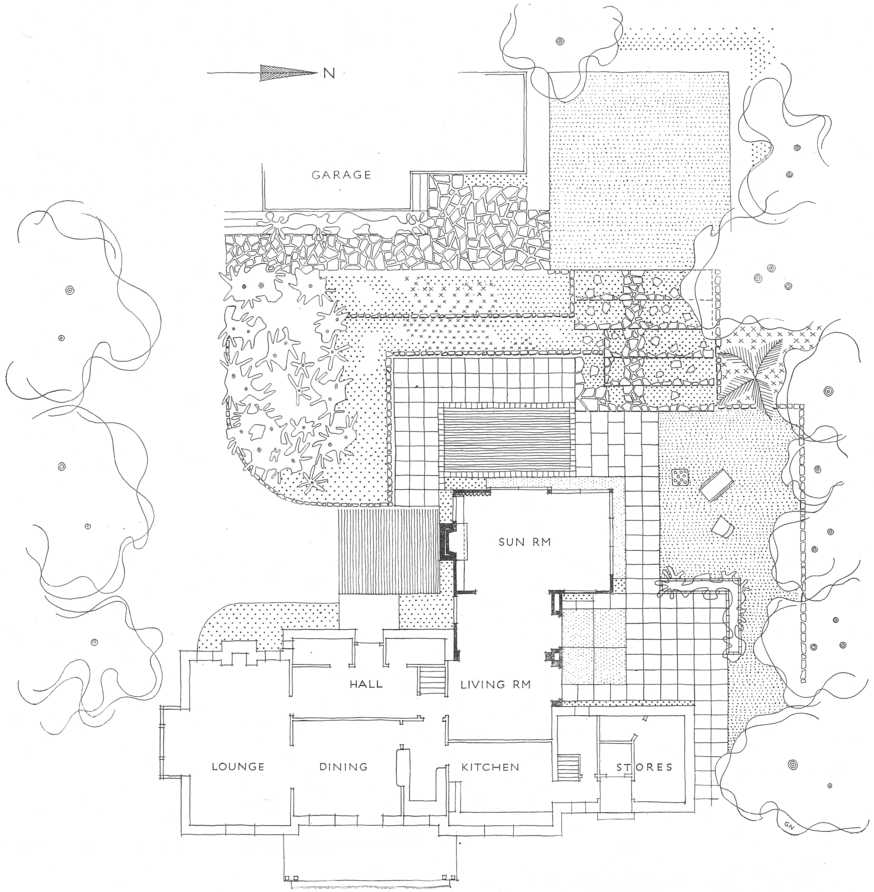
Gemeinsamer Entwurf

Anna Plischke fasste Gärten als Erweiterung des Wohnraums auf. Sie entwickelte das Konzept der Wohngärten, die sie als Verbindung und Fortsetzung des Wohnraumes in der Natur sah. Insgesamt 20 Gärten wurden von ihr entworfen, wovon nur noch Teile in Neuseeland erhalten sind.

## Werke (Auswahl)
- 1927: Garten der Familie Lang, Wien[1]
- 1930/31: Garten Therese und Konrad Mühlbauer, Wien
- 1931/32: Blumenfenster, Wohnung Helene und Felix Deutsch, Wien
- 1932: Garten Anny und Hans Moller, Wien
- 1935: Garten Grete und Max Frey, Wien
- ab 1940: Garten Anna und Ernst Plischke, Wellington, Neuseeland
- 1948: Garten Katherine und Moira Tod, Wellington, Neuseeland
- 1948–1951: Garten Familie Giles, Raumati, Neuseeland
- 1948–1954: Octavia und Henry Lang, Karori, Neuseeland
- 1956: Garten Gisi und Sigmund Hirschfeld, Wellington, Neuseeland
- 1957: Garten John Todd, Khandallah, Neuseeland
- 1957/58: Garten Gretchen Wall, Waipukurau, Neuseeland
- 1962–1965: Garten Frank Lang, Sydney, Australien
- 1964: Blumenzimmer Plischke, Wien
- 1968: Schrebergarten, Wien
- 1970–1973: Garten Frey, Graz

### Ohne Jahresangabe
- Rosengarten
- Garten für ein Alt-Wiener-Haus
- Garten Familie G.F. Vance, Lowry Bay, Neuseeland

## Ehrungen
Im neu entstehenden Stadtteil Seestadt Aspern im 22. Wiener Gemeindebezirk wurde am 5. Juni 2018 der Anna-Plischke-Platz nach der Gartenarchitektin benannt.

## Veröffentlichungen
- A Garden for Pleasure. New Zeeland Design Review, Jg. 3, Nr. 6, Mai/Juni 1951
- mit Ernst Anton Plischke: Sunrooms and a Garden. New Zeeland Design Review, Jg. 4, Nr. 4, August/September 1952, S. 82–85